# عمولادي ملك العرب
الملك عمولادي هو ملك مملكة قيدار وتولى الحكم بعد أسر الملك يثع على يد آشوربانيبال ملك الدولة الآشورية (668 قبل الميلاد ~ 627 قبل الميلاد). 

## تاريخ
قاد عمولادي جيشاً مع الملكة عطية زوجة الملك يثع، ومع نتانو ملك النبيات ضد الدولة الآشورية ولكن التحالف هزم وأخذ عمولادي أسيراً بعد أن هزمه كامش ملك مؤاب التابع للدولة الآشورية.

## المصدر
- موسوعة المملكة العربية السعودية: منطقة الجوف: التطور التاريخي: عصور ما قبل الإسلام.